# مدني محنت
مدني محنت هي بلدة في مقاطعة آلتينقال في ولاية أنديجان في أوزبكستان.